# Merkers
Merkers is een plaats in de Duitse gemeente Krayenberggemeinde in  Thüringen. De gemeente maakt deel uit van het Wartburgkreis.  Merkers wordt voor het eerst genoemd in een oorkonde uit 1308. Het dorp werd in 1994 samengevoegd met Kieselbach en maakt sinds 2013 deel uit van Krayenberggemeinde.

## Geschiedenis
De plaats werd voor het eerst genoemd in 1308, toen de „Ronnmühle“ werd verkocht aan het klooster Frauensee. In de 15e eeuw werd Merkers genoemd als een wüstung (verlaten dorp), en voor de Dertigjarige Oorlog woonden er 28 gezinnen, waarvan er na de oorlog nog twaalf overbleven.
In de 19e eeuw begon Merkers zich verder te ontwikkelen: in 1878 werd de smalspoorlijn aangelegd en in 1910 begon de winning van kalizout in de Merkerser schacht, wat leidde tot een aanzienlijke toename van het aantal inwoners. In 1925 werd het Kaliwerk Merkers geopend.
In 1938 leidde een ongeluk met koolstofdioxide in de schacht van Merkers tot elf dodelijke slachtoffers.

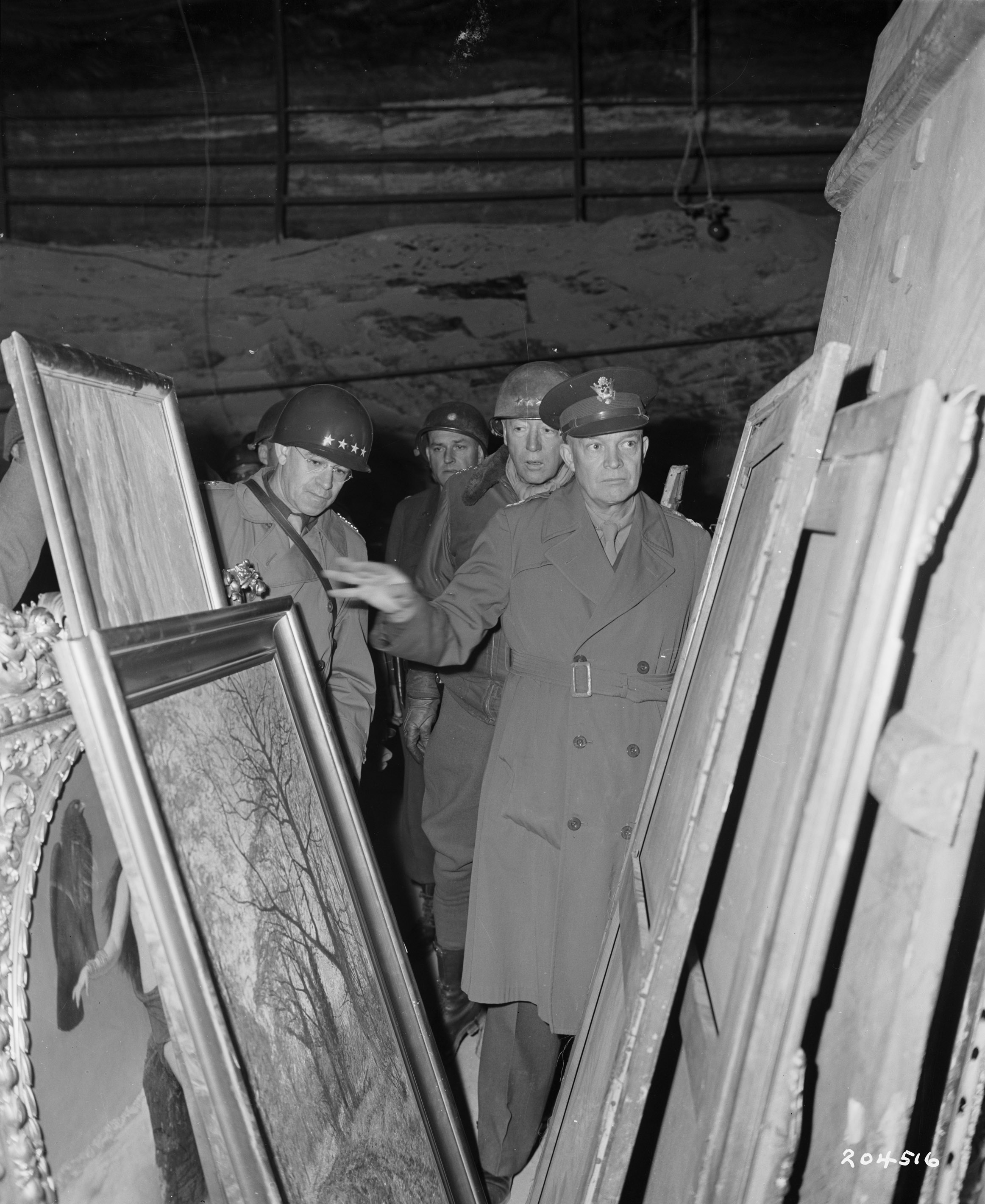
Generaal Eisenhower inspecteert gestolen kunst in de zoutmijnen van Merkers. Achter Eisenhower staan generaal Bradley (links) en luitenant-generaal Patton.

Tijdens de Tweede Wereldoorlog werkten 700 krijgsgevangenen en dwangarbeiders uit bezette landen in de kalizoutinrichtingen van Merkers en omstreken. Aan het einde van de Tweede Wereldoorlog werd in april 1945 een hoeveelheid goud, geld en kunstschatten ontdekt die door de nazi's in de mijn waren verborgen. Het 3e Amerikaanse leger ontdekte de schatten, en generaal Dwight D. Eisenhower, die later president van de VS werd, bracht een bezoek aan de locatie. Dit werd later behandeld in de film The Monuments Men.
Na de opdeling lag Merkers in de DDR. In de jaren 60 van de twintigste eeuw bezochten de Russische kosmonauten Joeri Gagarin en Valentina Teresjkova Merkers. Gagarin hield een toespraak voor 15.000 mensen. Een monument herinnert aan dit bezoek.
In 1994 werden de gemeenten Kieselbach en Merkers samengevoegd, en in 2013 fuseerde de gemeente Merkers-Kieselbach met Dorndorf tot de Krayenberggemeinde.